# Університет штату Нью-Йорк
Університет Штату Нью-Йорк (State University of New York, SUNY) являє собою систему державних вищих навчальних закладів в Нью-Йорку (США). Система являє собою групу великих університетів, коледжів та муніципальних коледжів в Сполучених Штатах в яких навчається 606 232 учнів, плюс 1,1 млн учнів для навчання дорослих, що охоплює 64 кампусу по всьому штату. Університет очолює ректор Крістіна М. Джонсон. В системі SUNY працюють 88 000 викладачів, пропонується близько 7 660 програм бакалаврату та сертифікації, а бюджет складає 10,7 млрд дол. США.
SUNY охоплює безліч установ і чотири коледжі: Олбані (1844), Бінгемтон (1946), Буффало (1846) і Стоуні-Брук (1957). Адміністративні офіси SUNY розташовані в столиці штату м. Олбані, а супутникові офіси — в Манхеттені і Вашингтоні, округ Колумбія. Найбільший кампус SUNY — Університет Буффало, який також має найбільше фінансування та дослідницькі ресурси.
Університет штату Нью-Йорк був заснований в 1948 році губернатором Томасом Е. Дьюї в результаті законодавчого здійснення рекомендацій Тимчасової комісії про необхідність державного університету (1946—1948 роки). Комісію очолював Оуен Д. Янг, який тоді був президентом General Electric. Система була значно розширена за часів адміністрації губернатора Нельсона Рокфеллера, який особисто цікавився проєктуванням і будівництвом нових об'єктів SUNY по всьому штату.
На додаток до підрозділів Університету Нью-Йорка (CUNY), SUNY охоплює всі інші державні вищі навчальні заклади в штаті.